# Clásica de San Sebastián 2015
La 35.ª edición de la Clásica de San Sebastián se disputó el sábado 1 de agosto de 2015, por un circuito por la provincia de Guipúzcoa con inicio y final en San Sebastián, sobre un trazado de 219 km, prácticamente el mismo de la edición anterior (200 m menos).
La prueba perteneció al UCI WorldTour 2015.
El ganador final fue Adam Yates, quien no supo que fue el ganador hasta metros después de cruzar la meta debido a diversos incidentes que se produjeron en los últimos kilómetros (véase: Caótica retransmisión y atropello de Van Avermaet). Completaron el podio Philippe Gilbert y Alejandro Valverde, respectivamente, al encabezar un grupo perseguidor que llegó a 15 s.
En las clasificaciones secundarias se impusieron Nathan Haas (montaña y metas volantes) y Astana (equipos).

## Participantes
Tomaron parte en la carrera 19 equipos: los 17 de categoría UCI ProTeam (al ser obligada su participación); más 2 de categoría Profesional Continental mediante invitación de la organización (Caja Rural-Seguros RGA y Cofidis, Solutions Crédits). Formando así un pelotón de 150 ciclistas, de 8 corredores por equipo (excepto el Sky y el LottoNL-Jumbo que salieron con 7), de los que acabaron 96. Los equipos participantes fueron:
| Equipo                     | Cód. UCI | Categoría               | Jefe de Filas (n.º 1) |
| -------------------------- | -------- | ----------------------- | --------------------- |
| Astana Pro Team            | AST      | UCI ProTeam             | Fabio Aru             |
| Ag2r La Mondiale           | ALM      | UCI ProTeam             | Romain Bardet         |
| FDJ.fr                     | FDJ      | UCI ProTeam             | Thibaut Pinot         |
| Team Sky                   | SKY      | UCI ProTeam             | Nicolas Roche         |
| Tinkoff-Saxo               | TCS      | UCI ProTeam             | Roman Kreuziger       |
| Movistar Team              | MOV      | UCI ProTeam             | Alejandro Valverde    |
| BMC Racing Team            | BMC      | UCI ProTeam             | Philippe Gilbert      |
| Lotto-Soudal               | LTS      | UCI ProTeam             | Tony Gallopin         |
| Team Giant-Alpecin         | TGA      | UCI ProTeam             | Warren Barguil        |
| Team Katusha               | KAT      | UCI ProTeam             | Joaquim Rodríguez     |
| Orica GreenEDGE            | OGE      | UCI ProTeam             | Adam Yates            |
| Etixx-Quick Step           | EQS      | UCI ProTeam             | Rigoberto Urán        |
| Team Lotto NL-Jumbo        | TLJ      | UCI ProTeam             | Wilco Kelderman       |
| Trek Factory Racing        | TFR      | UCI ProTeam             | Bauke Mollema         |
| Lampre-Merida              | LAM      | UCI ProTeam             | Rui Costa             |
| Team Cannondale-Garmin     | TCG      | UCI ProTeam             | Daniel Martin         |
| IAM Cycling                | IAM      | UCI ProTeam             | Mathias Frank         |
| Caja Rural-Seguros RGA     | CJR      | Profesional Continental | David Arroyo          |
| Cofidis, Solutions Crédits | COF      | Profesional Continental | Daniel Navarro        |

## Clasificación final
| Posición | Ciclista           | Equipo              | Tiempo          |
| -------- | ------------------ | ------------------- | --------------- |
| 1.       | Adam Yates         | Orica-GreenEDGE     | 5 h 30 min 22 s |
| 2.       | Philippe Gilbert   | BMC Racing          | a 15 s          |
| 3.       | Alejandro Valverde | Movistar            | m.t.            |
| 4.       | Daniel Moreno      | Katusha             | m.t.            |
| 5.       | Joaquim Rodríguez  | Katusha             | m.t.            |
| 6.       | Bauke Mollema      | Trek Factory Racing | m.t.            |
| 7.       | Daniel Martin      | Cannondale-Garmin   | m.t.            |
| 8.       | Julian Alaphilippe | Etixx-Quick Step    | m.t.            |
| 9.       | Warren Barguil     | Giant-Alpecin       | m.t.            |
| 10.      | Rigoberto Urán     | Etixx-Quick Step    | m.t.            |

## Caótica retransmisión y atropello de Van Avermaet
El avión que servía de enlace para la retransmisión sufrió una avería durante la misma y no se pudieron ver los últimos kilómetros de la prueba (aproximadamente desde 30 km a meta), solamente los últimos 7 km. Tal fue el caos que ni el propio ganador supo que él fue el primero en llegar a meta y por ello perdió segundos en intentar hablar con su director para saber la situación de la carrera pero fue en vano debido a los ruidos de los aficionados, de hecho posteriormente declaró que sufrió una caída y pensaba que había escapados por delante.
En la subida final a Bordako Tontorra, antes de que Yates fuese cabeza de carrera, iba Greg Van Avermaet escapado con unos segundos de ventaja pero una moto lo atropelló sin que Yates fuese consciente de ello debido a la cantidad de motos y aficionados que había en medio y a que no había imágenes en directo de la carrera para que le pudiesen informar. El equipo de Greg, el BMC, emitió un duro comunicado pidiendo responsabilidades económicas a los organizadores diciendo que "ha costado millones de dólares al equipo por la publicidad perdida", además añadieron que "esta es la segunda vez este año hemos tenido un incidente con un organizador local de una carrera WorldTour, donde han actuado de una manera escandalosa" en alusión al accidente que tuvo otro corredor de su equipo, Peter Stetina, que junto a otros corredores sufrieron una aparatosa caída durante la primera etapa de la Vuelta al País Vasco 2015, de los mismos organizadores que la Clásica de San Sebastián, por unos bolardos mal señalizados.
Por su parte el hermano gemelo del ganador, Simon Yates, tachó de irrespetuoso el comunicado del BMC en el que según sus palabras daba a entender que Greg hubiese ganado fácilmente de no haberse producido el atropello.
Estos no fueron los primeros incidentes graves ocurridos en esta carrera o en la Vuelta al País Vasco ya que hay recordar que en la Clásica de San Sebastián 1988 fallecieron 4 aficionados y otras 5 resultaron heridas al ser atropelladas por una moto en la edición de 1988 y dos helicópteros de la retransmisión televisiva han sufrido accidentes con consecuencias mortales uno de ellos en la Vuelta al País Vasco 1989 causando la muerte de uno de sus ocupantes y el otro en una etapa con final en Ibardin, ambos cuando regresaban de filmar la etapa.